# Северна Норвешка
Северна Норвешка (букмол: Nord-Norge, нинорск: Nord-Noreg, северни сами: Davvi-Norga) географски је регион на северу Норвешке.
Састоји се од три најсевернија округа: Нордланд, Тромс и Финмарк, који заузимају око 35 % норвешког копна. Од Нордланда се протеже 925 km северно до Нордкапа, најсеверније европске тачке.
Неки од највећих градова у Северној Норвешкој (од југа ка северу) су Мо и Рана, Боде, Нарвик, Харстад, Тромсе и Алта.
Северна Норвешка се често описује као земља поноћног сунца и северног светла. Даље на северу, скоро код Северног пола, налази се архипелаг Свалбард; он се не сматра делом Северне Норвешке.
Укупна комбинована површина је 112.951 km2 (43.611 sq mi).
На норвешком, регион се зове Норд-Норге (Nord-Norge), што значи „Северна земља”; за разлику од Серланда односно „Јужне Норвешке”, са којом је спајају поморски те копнени путеви.
БДП по глави становника износи 58.000 долара (2013).